# Lambda Eridani
Lambda Eridani, (λ Eridani, förkortat Lambda Eri, λ Eri) som är stjärnans Bayerbeteckning, eller 69 Eridani, är en ensam stjärna belägen i den nordöstra delen av stjärnbilden Eridanus. Den har en genomsnittlig skenbar magnitud på 4,25 och är synlig för blotta ögat där ljusföroreningar ej förekommer. Baserat på parallaxmätning inom Hipparcosuppdraget på ca 4,0 mas, beräknas den befinna sig på ett avstånd på ca 810 ljusår (ca 250 parsek) från solen.

## Egenskaper
Lambda Eridani är en blå till vit underjättestjärna av spektralklass B2 IVne, som anger att den har förbrukat förrådet av väte i dess kärna och utvecklats bort från huvudserien. Den har en massa som är ca 9 gånger så stor som solens massa, en radie som är ca 8,6 gånger större än solens och utsänder från dess fotosfär ca 7 500 gånger mera energi än solen vid en effektiv temperatur av ca 21 100 K. Den har snabb rotation med en projicerad rotationshastighet av 327 km/s, vilket ger stjärnan en något tillplattad form med en ekvatorialradie som är 25 procent större än polarradien. Stjärnan har också en roterande stoftskiva, i ett plan parallellt med siktlinjen från jorden, vilket gör Lambda Eridani till en "skalstjärna", där skivan blir mer ogenomskinlig än vanligt.
Lambda Eridani är en eruptiv variabel av Gamma Cassiopeiae-typ och Lambda Eridani-typ. Den är prototyp för Lambda Eridani-variablerna och har en visuell magnitud som varierar 4,17-4,34 med en period av 0,701538 dygn eller 16,8369 timmar. Liksom de flesta Be-stjärnor, avger Lambda Eridani mjuk röntgenstrålning och år 1993 observerades en stor röntgenflare där röntgenstrålningens styrka ökade med en faktor sex under en 39-timmarsperiod.